# 진영 나들목
진영 나들목(Jinyeong IC)은 경상남도 김해시 진영읍 설창리에 설치된 부산외곽순환고속도로의 2번 교차로이다. 2018년 2월 7일에 개통되었다. 봉하마을과 가장 가까운 고속도로 나들목이다.

## 역사
- 2011년 7월 6일 : 나들목 신설을 위해 김해시 도시계획시설 교통광장에 진영읍 설창리 일원을 진영 나들목으로 고시[3]
- 2018년 2월 7일 : 부산외곽순환고속도로 진영 나들목 ~ 노포 분기점 구간 개통과 함께 통행 개시[4]

## 구조물 정보
- 위치 : 경상남도 김해시 진영읍 설창리

## 접속하는 노선
- 국도 제14호선 (김해대로)

## 교통량 정보
| 요금소        | 통행량 (대/일) | 통행량 (대/일) | 각주  |
| 요금소        | 2018년         | 2019년         | 각주  |
| ------------- | -------------- | -------------- | ----- |
| 진영 (폐쇄식) | 4,756          | 5,684          | [ 5 ] |